# Антоцианы

Керацианин — рутинозил-3-цианидин, антоциан, содержащийся в костянках вишен (Cerasus)

Антоцианы (также антоцианины; от греч. ἄνθος — цветок и греч. κυανός — синий, лазоревый) — окрашенные растительные гликозиды, содержащие в качестве агликона антоцианидины — замещённые 2-фенилхромены, относящиеся к флавоноидам. В 1835 году немецкий фармацевт Людвиг Кламор Маркварт в своем трактате «Цвета цветов» впервые дал название антоциан химическому соединению, которое придает цветам синий цвет. Они находятся в растениях, обусловливая красную, фиолетовую и синюю окраски плодов и листьев.
Антоцианы принадлежат к родительскому классу молекул, называемых флавоноидами, синтезируемых фенилпропаноидным путём. Они встречаются во всех тканях высших растений, включая листья, стебли, корни, цветы и плоды. Антоцианы получают из антоцианидинов путём добавления сахаров. Они не имеют запаха и умеренно вяжущие.
Несмотря на то, что антоцианы одобрены для окрашивания пищевых продуктов и напитков в Европейском союзе (Е163), они не одобрены для использования в качестве пищевых добавок (хотя и имеют Е-номер), поскольку они не были проверены на безопасность при использовании в качестве пищевых ингредиентов или добавок.

## Строение и свойства
Антоцианы являются гликозидами, содержащими в качестве агликона-антоцианидина гидрокси- и метоксизамещённые соли флавилия (2-фенилхроменилия), у некоторых антоцианов гидроксилы ацетилированы. Углеводная часть связана с агликоном обычно в положении 3, у некоторых антоцианов — в положениях 3 и 5, при этом в роли углеводного остатка могут выступать как моносахариды (глюкоза, рамноза, галактоза), так и ди- и трисахариды.
Будучи пирилиевыми солями, антоцианы легко растворимы в воде и полярных растворителях, малорастворимы в спирте и нерастворимы в неполярных растворителях.
| Антоцианидины | R1    | R2  | R3    | R4  | R5    | R6  | R7    |
| ------------- | ----- | --- | ----- | --- | ----- | --- | ----- |
| Аурантинидин  | -H    | -OH | -H    | -OH | -OH   | -OH | -OH   |
| Цианидин      | -OH   | -OH | -H    | -OH | -OH   | -H  | -OH   |
| Дельфинидин   | -OH   | -OH | -OH   | -OH | -OH   | -H  | -OH   |
| Европинидин   | -OCH3 | -OH | -OH   | -OH | -OCH3 | -H  | -OH   |
| Лютеолинидин  | -OH   | -OH | -H    | -H  | -OH   | -H  | -OH   |
| Пеларгонидин  | -H    | -OH | -H    | -OH | -OH   | -H  | -OH   |
| Мальвидин     | -OCH3 | -OH | -OCH3 | -OH | -OH   | -H  | -OH   |
| Пеонидин      | -OCH3 | -OH | -H    | -OH | -OH   | -H  | -OH   |
| Петунидин     | -OH   | -OH | -OCH3 | -OH | -OH   | -H  | -OH   |
| Розинидин     | -OCH3 | -OH | -H    | -OH | -OH   | -H  | -OCH3 |

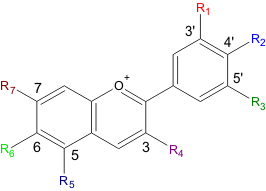
Общая структура антоцианов

Строение антоцианов установлено в 1913 году немецким биохимиком Р. Вильштеттером, первый химический синтез антоцианов осуществлён в 1928 году английским химиком Р. Робинсоном.
Антоцианы и антоцианидины обычно выделяются из кислых экстрактов растительных тканей при умеренно невысоких значениях pH, в этом случае агликоновая антоцианиновая часть антоциана либо антоцианин существуют в форме флавилиевой соли, в которой электрон гетероциклического атома кислорода участвует в гетероароматической системе бензпирилиевого (хроменилиевого) цикла, который и является хромофором, обусловливающим окраску этих соединений — в группе флавоноидов они являются наиболее глубоко окрашенными соединениями с наибольшим сдвигом максимума поглощения в длинноволновую область.
На окраску антоцианидинов влияет число и природа заместителей: гидроксильные группы, несущие свободные электронные пары обуславливают батохромный сдвиг при увеличении их числа. Так, например, пеларгонидин, цианидин и дельфинидин, несущие в 2-фенильном кольце, соответственно, одну, две и три гидроксильные группы, окрашены в оранжевый, красный и пурпурный цвета. Гликозилирование, метилирование или ацилирование гидроксильных групп антоцианидинов приводит к уменьшению или исчезновению батохромного эффекта.
В силу высокой электрофильности хроменилиевого цикла структура и, соответственно, окраска антоцианов и антоцианидинов обуславливается их чувствительностью к pH: в кислой среде (pH < 3) антоцианы (и антоцианидины) существуют в виде пирилиевых солей, при повышении pH до ~4—5 происходит присоединение гидроксид-иона с образованием бесцветного псевдооснования, при дальнейшем повышении pH до ~6—7 происходит отщепление воды с образованием хиноидной формы, которая, в свою очередь, при pH ~7—8 отщепляет протон с образованием фенолята, и, наконец, при pH выше 8 фенолят хиноидной формы гидролизуется с разрывом хроменового цикла и образованием соответствующего халкона:

Зависимость структуры и цвета антоцианов от pH среды: 1. Красная пирилиевая соль; 2. Бесцветное псевдооснование; 3. Синяя хиноидная форма; 4. Пурпурный фенолят хиноидной формы; 5. Жёлтый халкон

Образование комплексов с катионами металлов также влияет на окраску, одновалентный катион К+ даёт пурпурные комплексы, двухвалентные Mg2+ и Ca2+ — синие, на цвет также может влиять адсорбция на полисахаридах. Антоцианы гидролизуются до антоцианидинов в 10 % соляной кислоте, сами антоцианидины устойчивы при низких значениях pH и разлагаются при высоких.
Антоцианы очень часто определяют цвет лепестков цветков, плодов и осенних листьев. Они обычно придают фиолетовую, синюю, розовую, коричневую, красную окраску. Эта окраска зависит от pH клеточного содержимого. Раствор антоцианов в кислой среде имеет красный цвет, в нейтральной — сине-фиолетовый, а в щелочной — жёлто-зелёный. Окраска, обусловленная антоцианами, может меняться при созревании плодов, отцветании цветков — процессах, сопровождающихся изменением pH клеточного содержимого. Например, бутоны медуницы мягкой имеют розовый оттенок, а цветки — сине-фиолетовый цвет.
Многие антоцианы достаточно хорошо растворимы, например, при экстракции виноградного сока из кожуры плодов они переходят в красные вина (см. цвет бордо).

## Биосинтез и функции
Синтезируются данные соединения в цитоплазме и депонируются в клеточные вакуоли при помощи глутатионового насоса. Антоцианы обнаружены в специальных везикулах — антоцианопластах, хлоропластах, а также в кристаллическом виде в плазме некоторых видов лука и клеточном соке плодов апельсина.
Общеизвестный факт активации биосинтеза антоцианов у растений в стрессовых условиях ещё не получил глубокого физиолого-биохимического обоснования. Возможно, что антоцианы не несут никакой функциональной нагрузки, а синтезируются как конечный продукт насыщенного флавоноидного пути, получившего вакуолярное ответвление с целью конечного депонирования ненужных растению фенольных соединений.
С другой стороны, антоциановая индукция, вызванная определёнными факторами окружающей среды, а также предсказуемость появления антоцианинов из года в год в периоды специфических этапов развития листа, их яркая выраженность в особых экологических нишах, возможно, способствуют адаптации растительных организмов к тем или иным стрессовым условиям.

## Распространение в природе

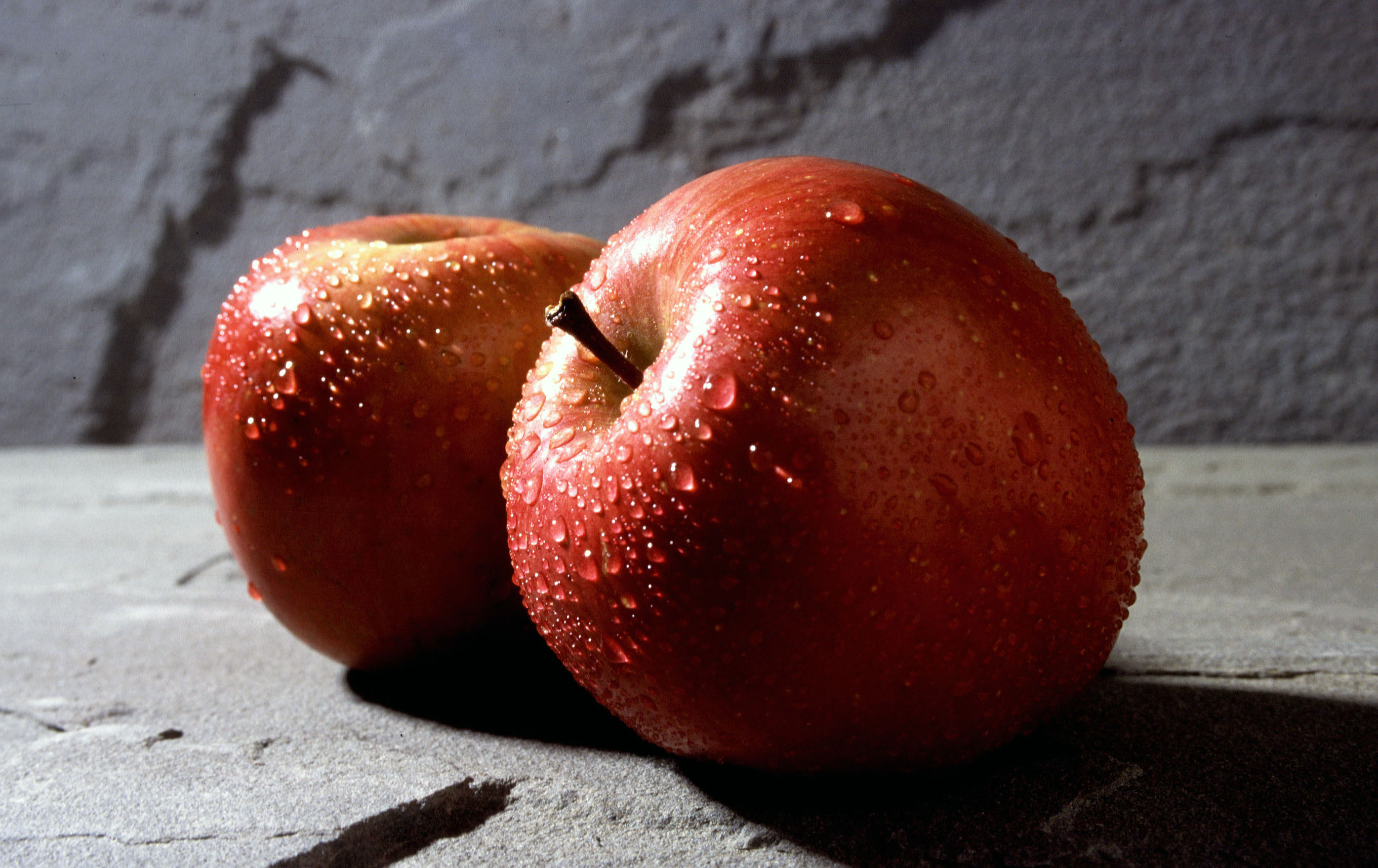
Красный цвет кожицы яблок сорта Fuji

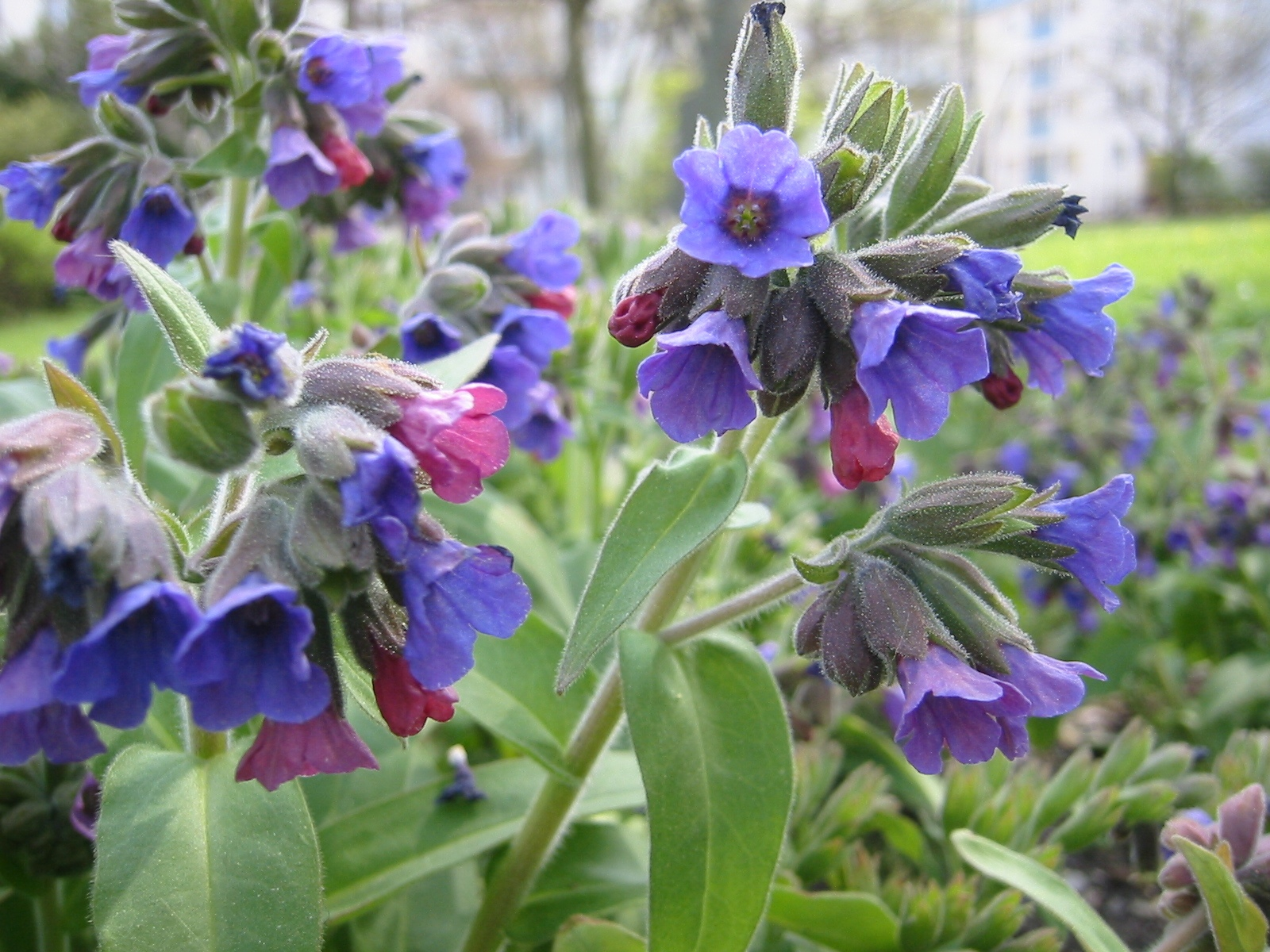
Изменение pH в цветках вызывает изменение окраски цветков Медуницы мягкой

Антоцианы рассматривают как вторичные метаболиты.
Богаты антоцианами такие растения, как, например, сицилийский апельсин (красный апельсин), черника, клюква, малина, ежевика, чёрная смородина, вишня, баклажаны, чёрный рис, виноград Конкорд и мускатный виноград, краснокочанная капуста и некоторые виды перцев, как жгучих, так и т. н. сладких. В медицине широко применяются антоцианы черники (в составе экстракта черники). К наиболее распространённым антоцианам относится цианидин.
Существует несколько видов жгучих перцев, у которых антоциан присутствует не только в плодах, но и в листьях. Причём в данном случае антоцианы синтезируются тем больше, чем ярче солнечный свет, падающий на растение. К таким перцам можно отнести Black Pearl (Чёрная Жемчужина), Pimenta da Neyde и другие. Но у Black Pearl созревший плод полностью лишается антоциана, и плод-ягода краснеет, а у Pimenta da Neyde плод-стручок на солнце всегда остаётся тёмным.

## Цветаосенних листьев

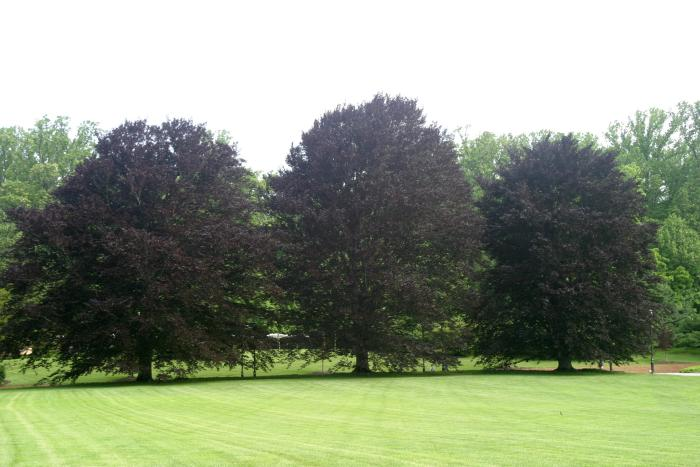
Растения с повышенной концентрацией антоцианов популярны в ландшафтном дизайне — например, селектированные пурпурные культивары европейского бука

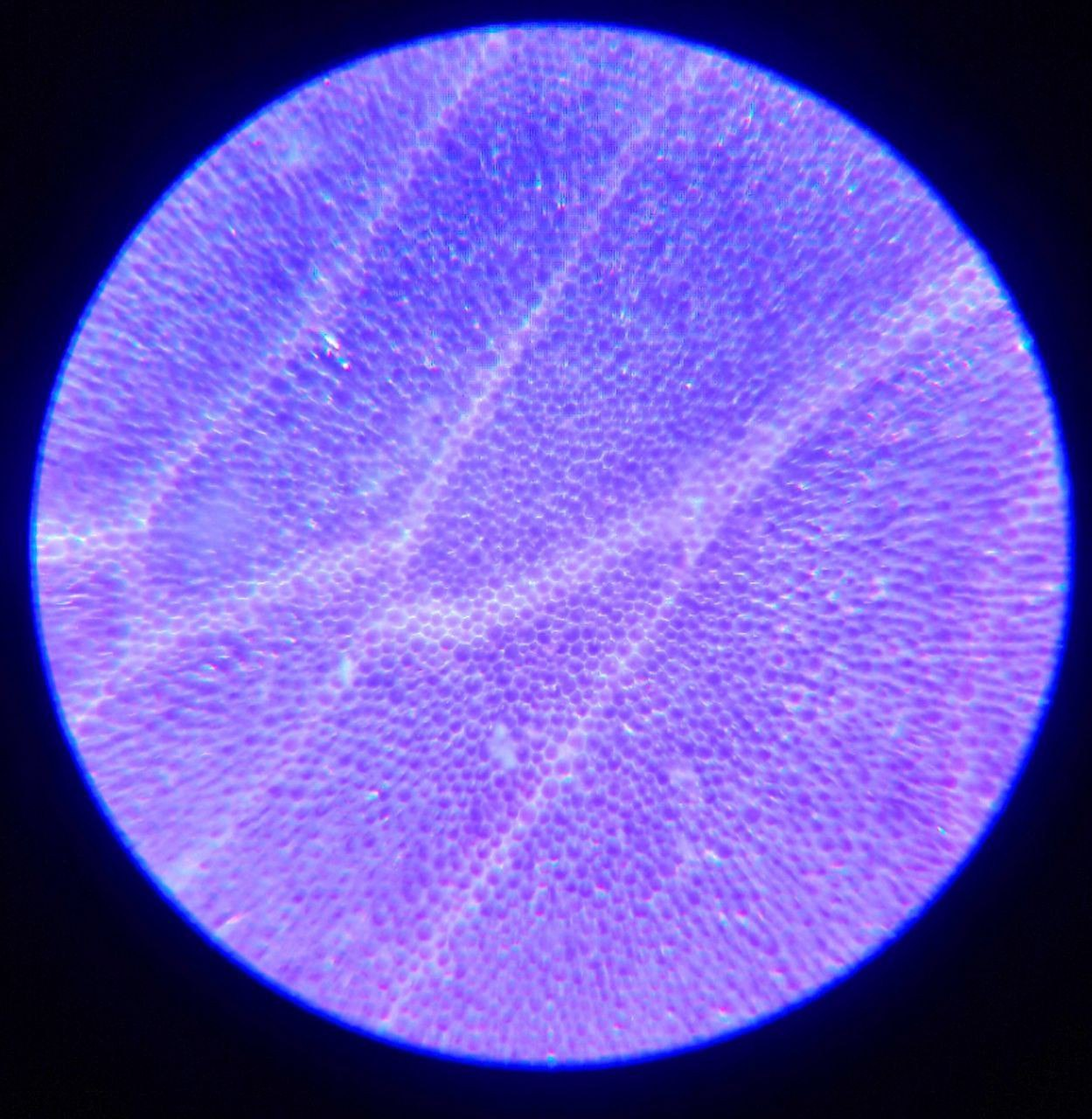
Фото клеток при увеличении 4 раза

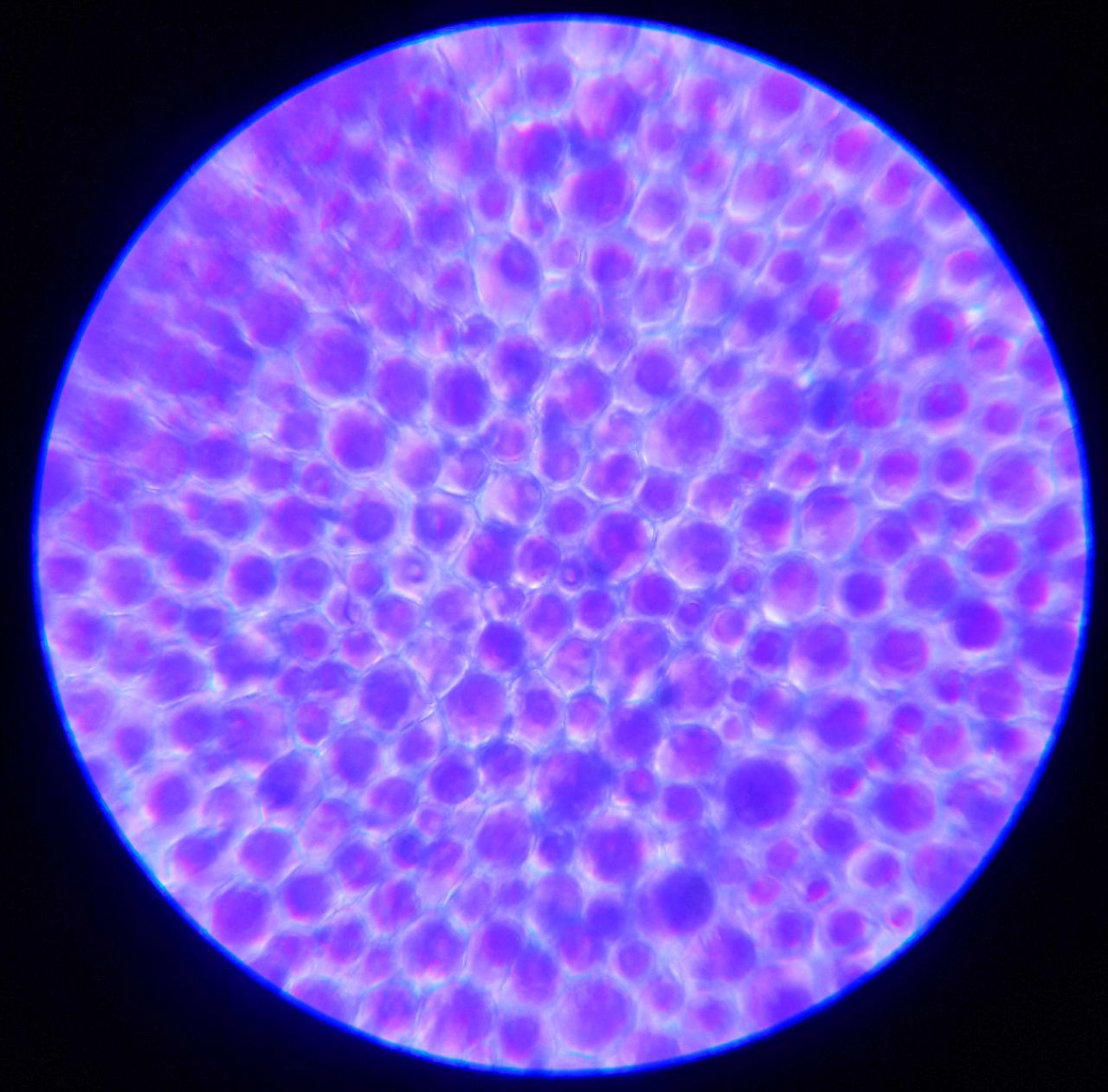
Антоцианы придают лиловый цвет клеткам лепестков цветов двудольных растений. Фото в микроскоп при небольшом увеличении

Многие популярные книги неточно указывают на то, что цвет осенних листьев (включая красный цвет) — просто результат разрушения зелёного хлорофилла, который маскировал уже имевшиеся жёлтые, оранжевые и красные пигменты (ксантофилл, каротиноид и антоциан, соответственно). И если для каротиноидов и ксантофиллов это действительно так, то антоцианы не присутствуют в листьях до тех пор, пока в листьях не начнёт снижаться уровень хлорофиллов. Именно тогда растения начинают синтезировать антоцианы, вероятно, для фотозащиты в процессе перемещения азота.

## Использование

### Пищевая промышленность
Антоцианы запрещены к использованию в качестве пищевых добавок (E163) в Европе, но разрешены в качестве пищевых добавок практически во всём остальном мире. Антоцианы используются в качестве натуральных красителей в пищевых продуктах и напитках. Изначально они были разрешены для использования в Европейском союзе, пока в 2013 году Европейское агентство по безопасности продуктов питания (EFSA) не пришло к выводу, что антоцианы из различных фруктов и овощей недостаточно охарактеризованы исследованиями безопасности и токсикологии для одобрения их использования в качестве пищевых добавок. Опираясь на безопасную историю использования экстрактов кожицы красного винограда и экстрактов чёрной смородины для окрашивания пищевых продуктов, произведённых в Европе, комиссия пришла к выводу, что эти источники экстрактов являются исключениями из правил и их безопасность достаточно доказана.
В США экстракты различных растений не перечислены среди одобренных пищевых красителей для пищевых продуктов; однако, виноградный сок, кожица красного винограда и многие фруктовые и овощные соки, разрешённые для использования в качестве красителей, богаты природными антоцианами. Источники антоцианов не включены в число одобренных красителей для лекарств или косметики. При этерификации жирными кислотами антоцианы можно использовать в качестве липофильного красителя для пищевых продуктов.

### Другое использование
Антоцианины применяют как органические солнечные батареи из-за их способности преобразовывать энергию солнечного света в электрическую энергию.

## Медицинское значение
Антоцианы способствуют снижению воспалительных реакций и оксидативного стресса в кишечнике, при потреблении избыточного количества жиров и углеводов, и улучшают барьерные функции кишечника.
Черника, содержащая большое количество антоцианов, используется для лечения и профилактики диабета. Более высокое потребление антоцианов и фруктов, богатых антоцианами, связывают с более низким риском развития диабета 2 типа.
Более высокое общее потребление антоцианов в значительной степени связано со сниженным риском развития артериальной гипертензии. Величина снижения была наибольшей у участников ≤ 60 лет.
Регулярное употребление ягод клубники, клюквы и черники полезно для профилактики сердечно-сосудистых заболеваний.
Низкая биодоступность антоцианов, получаемых из пищи, ограничивает их полезные для здоровья свойства. Биодоступность антоцианов обычно составляет менее 1–2 %, хотя сообщалось о биодоступности 5 % при доставке в виде вина. Внутривенное введение антоцианов обеспечивает 100%-ю биодоступность. Микробиота кишечника может оказывать важное влияние на биодоступность антоцианов.